# Hipoepa tumidilinea
Hipoepa tumidilinea är en fjärilsart som beskrevs av George Francis Hampson. Hipoepa tumidilinea ingår i släktet Hipoepa och familjen nattflyn. Inga underarter finns listade i Catalogue of Life.